# Abacetus discolor
Abacetus discolor es una especie de escarabajo terrestre de la subfamilia Pterostichinae. Fue descrito por Roth en 1851.